# Джеймисон, Фредрик
Фредрик Дже́ймисон (Дже́ймсон) (англ. Fredric Jameson; 14 апреля 1934, Кливленд — 22 сентября 2024, Киллингворт) — американский литературный критик, философ и теоретик марксизма. Обладатель Международной мемориальной премии Хольберга (2008), премии Лаймана Тауэра Сарджента «Выдающийся учёный» от Североамериканского общества утопических исследований (2009) и премии Ассоциации современного языка (2012).
Наиболее известен своим анализом современных культурных течений — постмодернизм он описывает как процесс спатиализации культуры под давлением глобально организованного капитализма. Среди наиболее известных работ Джеймисона — его книги «Постмодернизм, или Культурная логика позднего капитализма», «Политическое бессознательное» и «Марксизм и форма».
Значительное влияние на Джеймисона оказали неомарксизм (Теодор Адорно, Луи Альтюссер) и структурализм (Клод Леви-Стросс, Альгирдас Греймас).

## Биография
Родился в Кливленде, штат Огайо. Был единственным ребёнком частного доктора Фрэнка С. Джеймисона и выпускницы Барнард-колледжа Бернис Рафф.
В 1954 году, по окончании Хаверфордского колледжа, учился во Франции и Германии, где изучал современные направления континентальной философии, в том числе только возникавший тогда структурализм. На следующий год вернулся в США, где защитил докторскую диссертацию в Йельском университете под руководством Эриха Ауэрбаха.
Джеймисон был профессором сравнительного литературоведения и романских исследований в 1959-1967 гг. в Гарварде, в 1967-1976 гг. - в Калифорнийском университете Сан-Диего, в 1976-1983 гг. - в Йельском университете, после - в Калифорнийском университете в Санта-Круз и с 1986 г. и до самой смерти - в Университете Дьюка в Северной Каролине.
Джеймисон умер 22 сентября 2024 года у себя дома в Киллингворте, Коннектикут, в возрасте 90 лет.

## Периодизация творчества
Академик Филип И. Уэгнер, исследовавший творчество Джеймисона, предложил использовать в качестве периодизации концептуализацию истории американского студийного кинематографа самого Ф. Джеймисона. Его три главные работы Уэгнер отнёс к разным предметным областям исследований, разным формам критической эстетики:
1.  «Марксизм и форма» (1971) - реализм.
2. «Политическое бессознательное» (1981) - модернизм.
3. «Постмодернизм, или Культурная логика позднего капитализма» - постмодернизм.
Также выделяется и четвёртый период, посвящённый исследованию культурной логики глобализации.
Начинал Джеймисон как литературовед с чёткой марксистской позицией, в «Марксизме и форме» он представил работы западных марксистов, сделав акцент на эстетике. Спустя 10 лет отстаивал марксистский проект в более радикальных формах: марксизм как большой нарратив, а не анализ. Более поздние исследования - попытка создать адекватное представление об эпохе постмодернизма. В 1998 г. Джеймисон нашёл новую тему, обратившись к философскому осмыслению глобализации, и практически насовсем разорвал с постмодерном. Несмотря на усталость от постмодернизма и заявления о том, что постмодернизм может быть лишь очередным названием глобализации, в 2012 г. Джеймисон сделал последнее важное заявление на данную тему, уточнив разграничение понятий «постмодерна» и «постмодернизма».

## Постмодернизм, или Культурная логика позднего капитализма
Данная работа является одной из важнейших в своей области и представляет собой фундаментальный вклад в дискуссию о соотношении культурных практик и экономических процессов в условиях позднего капитализма. Основное внимание уделяется тому, как именно эстетические и культурные формы отражают глубокие преобразования социально-экономической сферы.
Среди тем, поднимаемых Джеймисоном, особое место занимает трансформация искусства. Некоторые ключевые понятия, имеющие к ней отношение: новое отсутствие глубины, смерть субъекта, пастиш, шизофрения и эйфория, мутация пространства.

### Новое отсутствие глубины
На основе сравнения работ Ван Гога «Башмаки» и Э. Уорхола «Туфли в алмазной пыли» Джеймисон выделяет различия между модернизмом и постмодернизмом и показывает, каким образом отсутствие глубины и исчезновение аффекта могут проявляться в искусстве (используются более очевидные современные фетиши, вытесняется зритель). Автор говорит о том, что модели глубины (к примеру, герменевтическая модель внутреннего и внешнего) заменяются определённой концепцией практик, дискурсов и текстуальной игры.

### Смерть субъекта и пастиш
Одна из важнейших тем в книге, которая тоже имеет отношение к искусству — это смерть субъекта и разрушение метанарративов. Джеймисон пишет, что в постмодернизм входит не только отказ от старых форм искусства, но и переосмысление субъектности - субъект становится фрагментированным.
Следствием исчезновения индивидуального субъекта и меньшей доступности личного стиля автор называет пастиш. Джеймисон охарактеризовывает пастиш как нейтральную практику мимикрии, «бесцельную пародию, статую со слепыми глазными яблоками».

### Шизофрения и эйфория
Говоря о шизофрении, Джеймисон использует лакановское понятие разрыва в цепочке означающих. Этот разрыв приводит к переживанию опыта чистых материальных означающих, то есть к серии чистых и не связанных друг с другом моментов настоящего времени. Настоящее мира или материального означающего предстает перед субъектом в своей усиленной интенсивности, неся в себе заряд аффекта, который можно представить в категориях эйфории. По мнению автора, такой опыт плодотворно мыслить в категориях «кэмпа», но, тем не менее, он предлагает опереться на тему «возвышенного» (по Бёрку и Канту) или связать два понятия вместе в виде "кэмпового возвышенного".

### Мутация пространства
На примере Westin Bonaventure Hotel Дж. Портмана Джеймисон развивает тему мутации пространства. Он говорит о том, что мутация в субъекте отстала от мутации в объекте, вследствие чего возник недостаток в перцептуальной экипировке для ответа на новое гиперпространство. Один из главных тезисов Джеймисона состоит в том, что постмодернистское гиперпространство смогло выйти за пределы способностей индивидуального человеческого тела определять свое местонахождение, перцептуально организовывать свое непосредственное окружение и когнитивно картографировать свою позицию во внешнем мире.
Также Ф. Джеймисон затрагивает в своей работе такие темы, как: ностальгия как культурный и общественный феномен (и кинематограф ностальгии); изменения в процессе чтения; скука как симптом позднего капитализма, эстетическая реакция и феноменологическая проблема и др.

## Основные работы
- «Сартр: Источники стиля» (1961)
- «Марксизм и форма: Диалектические теории литературы 20 в.» (1971)
- «Тюрьма языка: Критическая оценка структурализма и русского формализма» (1972)
- «Мифы агрессии: Уиндхэм Левис, модернист как фашист» (1979)
- «Политическое бессознательное: Нарратив как социально-символический акт» (1981)
- «Идеологии теории: эссе 1971—1986» (1988)
- «Поздний марксизм: Адорно, или Жизнеспособность диалектики» (1990)
- «Меты очевидного» (1990)
- «Постмодернизм, или Культурная логика позднего капитализма» (1991)
- «Геополитическая эстетика: Кино и пространство в системе мира» (1992)
- «Источники времени» (1994)
- «Брехт и метод» (1998)
- «Культурный поворот: Избранные труды по постмодернизму, 1983—1998» (1998)

### Книги
- Sartre: The Origins of a Style (неопр.). — New Haven: Yale University Press, 1961.
- Marxism and Form: Twentieth Century Dialectical Theories of Literature (англ.). — Princeton: Princeton University Press, 1971.
- The Prison-House of Language: A Critical Account of Structuralism and Russian Formalism (англ.). — Princeton: Princeton University Press, 1972.
- Fables of Aggression: Wyndham Lewis, the Modernist as Fascist (англ.). — Berkeley: University of California Press, 1979.
- The Political Unconscious: Narrative as a Socially Symbolic Act (англ.). — Ithaca, N.Y.: Cornell University Press, 1981.
- The Ideologies of Theory. Essays 1971–1986. Vol. 1: Situations of Theory (англ.). — Minneapolis: University of Minnesota Press[англ.], 1988.
- The Ideologies of Theory. Essays 1971–1986. Vol. 2: The Syntax of History (англ.). — Minneapolis: University of Minnesota Press[англ.], 1988.
- Postmodernism and Cultural Theories (кит. упр. 后现代主义与文化理论, пиньинь Hòuxiàndàizhǔyì yǔ wénhuà lǐlùn). Tr. Tang Xiaobing. Xi’an: Shaanxi Normal University Press. 1987.
- Late Marxism: Adorno, or, The Persistence of the Dialectic (англ.). — London & New York: Verso, 1990.
- Signatures of the Visible (неопр.). — New York & London: Routledge, 1990.
- Postmodernism, or, The Cultural Logic of Late Capitalism (англ.). — Durham, NC: Duke University Press, 1991.
- The Geopolitical Aesthetic: Cinema and Space in the World System (англ.). — Bloomington: Indiana University Press, 1992.
- The Seeds of Time. The Wellek Library lectures at the University of California, Irvine (англ.). — New York: Columbia University Press, 1994.
- Brecht and Method (неопр.). — London & New York: Verso, 1998.
- The Cultural Turn (неопр.). — London & New York: Verso, 1998.
- A Singular Modernity: Essay on the Ontology of the Present (англ.). — London & New York Verso, 2002.
- Archaeologies of the Future: The Desire Called Utopia and Other Science Fictions (англ.). — London & New York: Verso, 2005.
- The Modernist Papers (неопр.). — London & New York: Verso, 2007.
- Jameson on Jameson: Conversations on Cultural Marxism (англ.). — Durham: Duke University Press, 2007.
- Valences of the Dialectic (неопр.). — London & New York: Verso, 2009.

### Избранные статьи
- «Postmodernism, or The Cultural Logic of Late Capitalism» (New Left Review I/146, July-August 1984; full text behind paywall at NLR; excerpts at marxists.org) (англ.)
- Fear and Loathing in Globalization (New Left Review 23, September-October 2003) (англ.)
- Future City (New Left Review 21, May-June 2003) (англ.)
- Globalization and Political Strategy (New Left Review 4, July-August 2000) (англ.)
- The Politics of Utopia (New Left Review 25, January-February 2004) (англ.)
- Symptoms of Theory or Symptoms for Theory?  (недоступная ссылка с 16-05-2013 [4438 дней] — история) (Critical Inquiry 30:2, Winter 2003) (англ.)

### Избранные рецензии на книги Джеймисона
- Then You Are Them, a review of The Year of the Flood by Margaret Atwood (London Review of Books September 10, 2009) (англ.)
- First Impressions, a review of The Parallax View by Slavoj Žižek (London Review of Books September 7, 2006) (англ.)

### Избранные интервью
- Topical excerpts from interviews at the Stanford Presidental Lectures website (англ.)

### На русском языке

#### Книги
- Джеймисон Ф. Марксизм и интерпретация культуры / Сост. А. А. Парамонов. — М.; Екатеринбург: Кабинетный ученый, 2014. — 414 с.
- Джеймисон Ф. Постмодернизм, или Культурная логика позднего капитализма / пер. с англ. Д. Ю. Кралечкина. — М.: Издательство Института Гайдара, 2019. — 808 с. — ISBN 978-5-93255-542-2.

#### Статьи
- Джеймисон Ф. Постмодернизм и общество потребления // Логос. — 2000. — № 4. — С. 63—77.
- Джеймисон Ф. Политика утопии // Художественный журнал, № 84, 2011.
- Джеймисон Ф. Историзм в сиянии / Пер. с англ. О. Аронсона // Искусство кино. — 1995. — № 7.
- Джеймисон Ф. Теории постмодерна // Искусствознание. — 2001. — № 1. — С. 111—122.
- Джеймисон Ф. О советском магическом реализме / Пер. с англ. И. Борисовой // Синий диван. — 2004. — № 4. — С. 126—154.
- Джеймисон Ф. Маркс и монтаж / Пер. с англ. Е. Бучкиной // http://scepsis.net.
- Джеймисон Ф. Критика в истории // Неприкосновенный запас.
- Джеймисон, Фредрик. Прогресс versus утопия, или Можем ли мы вообразить будущее? — В кн.: «Фантастическое кино. Эпизод первый», 2006.
- Джеймисон Ф. Реально существующий марксизм // Логос.
- Джеймисон Ф. Новое прочтение «Капитала» // Русский журнал.
- Джеймисон Ф. Маркс грубой очистки (Рецензия на кн.: Christoph Henning. Philosophie nach Marx: 100 Jahre Marxrezeption und die normative Sozialphilosophie der Gegenwart in der Kritik. Bielefeld: Transcript, 2005. 660 p.) // Русский журнал.
- Джеймисон Ф. Первые впечатления (Рецензия на кн.: Жижек С. Параллаксное видение (The Parallax View). — MIT, 434 pp.) // Русский журнал.
- Джеймисон Ф. Заметки о «Номосе» (Рецензия на кн.: Шмитт К. Номос Земли в праве народов Jus Publicum Europaeum. — СПб.: Владимир Даль, 2008. — 670 с.) // Русский журнал.
- Джеймисон, Фредрик. Модернизм как идеология // Неприкосновенный запас.

#### Интервью
- Огромное значение имеет теория товарного фетишизма
- История как цепь катастроф